# San Dionisio (Jerez de la Frontera)
San Dionisio es un barrio del centro histórico de la ciudad de Jerez de la Frontera, (Andalucía, España).

## Características
Es el barrio más pequeño del centro histórico intramuros, pero a su vez, el de mayor densidad de monumentos, principalmente por ser un espacio por concentrar una alta función comercial, política y económica desde los orígenes de la ciudad, y que sigue en la actualidad.
Situado en la zona sureste del antiguo recinto amurallado, entre los barrios de San Marcos y del Salvador. Dentro del barrio de San Dionisio se encuentra la antigua judería jerezana.
El trazado del barrio está definido por la antigua muralla, con acceso a la antigua Puerta Real, así como las calles Algarve y Consistorio de intramuros.
Su origen como barrio data de las collaciones marcadas por Alfonso X El Sabio tras la Reconquista de la ciudad. Convirtió una antigua mezquita en la actual iglesia de San Dionisio y aglutinó en ella la collación con el mismo nombre.

## Lugares de interés
- Ayuntamiento de Jerez
- Antigua Casa del Cabildo
- Real Academia de San Dionisio
- Judería de Jerez
- Biblioteca-Archivo Municipal de Jerez
- Pescadería Vieja
- Iglesia de San Dionisio
- Basílica del Carmen
- Capilla de Los Remedios
- Plaza del Arenal
- Plaza de la Asunción
- Plaza Plateros
- Plaza de la Yerba
- Torre de la Atalaya
- Calle Algarve
- Plaza del Banco
- Plaza del Progreso

## Galería
|                           |
| Procesión de Semana Santa |

|                     |
| Basílica del Carmen |

|                                 |
| Edificio de la Plaza del Arenal |